# Ус Іван Маркіянович
Іван Маркіянович Ус (27 травня 1924, Дирдин — 1 квітня 1944) — Герой Радянського Союзу, в роки радянсько-німецької війни кулеметник 929-го стрілецького полку (254-я стрілецька дивізія, 52-а армія, 2-й Український фронт), червоноармієць.

## Біографія
Народився 27 травня 1924 року в селі Дирдин в сім'ї селянина. Українець. У 1941 році закінчив Городищенську середню школу № 1. Працював у колгоспі.
У Червону Армію призваний Городищенський районним військовим комісаріатом після відвоювання району у німців у лютому 1944 року. З того ж часу у дієвій армії.
У боях під Уманню 6 березня 1944 року червоноармієць Ус брав участь у відбитті декількох контратак противника і знищив розрахунки двох кулеметних точок і кілька десятків гітлерівців.
30 березня 1944 року при розширенні плацдарму на річці Прут біля села Кирпіци (на північ від міста Ясси, Румунія) з групою бійців був посланий у розвідку. Пробираючись у темряві, розвідники натрапили на окопи гітлерівців і вирішили вступити в бій. Раптовою атакою вони змусили ворога відступити. Вранці гітлерівці перейшли в контратаку. Коли червоноармієць Ус залишився біля кулемета один, він продовжував бити ворога, поки куля супротивника не обірвала його життя. У цьому бою він знищив понад п'ятдесят солдатів і офіцерів противника. Похований у селі Стинка (Молдова).
Указом Президії Верховної Ради СРСР від 13 вересня 1944 року «за мужність, відвагу і героїзм, проявлені в боротьбі з німецько-фашистськими загарбниками», червоноармійцеві Усу Івану Маркіяновичу посмертно присвоєно звання Героя Радянського Союзу.

## Нагороди, пам'ять
Нагороджений орденом Леніна. Його ім'ям названа вулиця в селі Дирдин, один з дніпровських спусків у Черкасах. На вході до Городищенської ЗОШ №1 ім. С.С. Гулака-Артемовського встановлена меморіальна дошка.